# Lukoil-Bulgaria
LUKOIL Neftochim Burgas (ЛУКОЙЛ Нефтохим Бургас, по-другому — Lukoil Bulgaria) — компания, расположенная в Бургасе. Является крупнейшим нефтеперерабатывающим заводом на Балканах и крупнейшим промышленным предприятием Болгарии.
Владелец компании — ЛУКОЙЛ, её завод имеет наибольший вклад среди частных предприятий в ВВП страны и государственный бюджет. «ЛУКОЙЛ Нефтохим Бургас» — ведущий производитель и поставщик жидкого топлива, нефтехимии и полимеров для Болгарии и региона, а также одна из ведущих компаний в своей области в Европе.